# Улица Дудинка
У́лица Дуди́нка — небольшая улица бульварного типа на северо-востоке Москвы в Ярославском районе Северо-Восточного административного округа между Хибинским проездом и Ярославским шоссе.

## История
В составе бывшего города Бабушкин называлась Раевский проезд. В 1964 году названа по заполярному городу Дудинка Красноярского края в связи с расположением улицы на северо-востоке Москвы.

## Расположение
Улица Дудинка начинается от Хибинского проезда напротив станции Лосиноостровская, пересекает Палехскую улицу и выходит на Ярославское шоссе. Представляет собой короткий бульвар с широкой полосой озеленения посередине.

## Учреждения и организации
- № 1 — жилой пятиэтажный дом старой постройки; торговый центр «Дудинка»;
- № 2, корпус 2 — Теплоэнергострой; Мостостройресурс; юридический центр «Столичная защита»;
- № 3 — универсам «Пятёрочка».